# Ойл-Крік Тауншип (округ Кроуфорд, Пенсільванія)
Ойл-Крік Тауншип (англ. Oil Creek Township) — селище (англ. township) в США, в окрузі Кроуфорд штату Пенсільванія. Населення — 1702 особи (2020).

## Демографія
Згідно з переписом 2010 року, у селищі мешкало 1877 осіб у 772 домогосподарствах у складі 539 родин. Було 920 помешкань
Расовий склад населення:
| - 98,4 % — білих - 0,5 % — чорних або афроамериканців - 0,5 % — азіатів - 0,1 % — корінних американців |

До двох чи більше рас належало 0,3 %. Частка іспаномовних становила 0,7 % від усіх жителів.
За віковим діапазоном населення розподілялося таким чином: 20,7 % — особи молодші 18 років, 62,0 % — особи у віці 18—64 років, 17,3 % — особи у віці 65 років та старші. Медіана віку мешканця становила 45,4 року. На 100 осіб жіночої статі у селищі припадало 105,8 чоловіків;  на 100 жінок у віці від 18 років та старших — 100,7 чоловіків також старших 18 років.
Середній дохід на одне домашнє господарство  становив 55 232 долари США (медіана — 49 844), а середній дохід на одну сім'ю — 62 246 доларів (медіана — 58 553). Медіана доходів становила 41 133 долари для чоловіків та 35 536 доларів для жінок. За межею бідності перебувало 8,7 % осіб, у тому числі 14,3 % дітей у віці до 18 років та 7,5 % осіб у віці 65 років та старших.
Цивільне працевлаштоване населення становило 866 осіб. Основні галузі зайнятості: виробництво — 29,4 %, освіта, охорона здоров'я та соціальна допомога — 25,2 %, роздрібна торгівля — 11,5 %, мистецтво, розваги та відпочинок — 5,8 %.